# Slow Down
A Slow Down (magyarul: Lelassulni) a holland Douwe Bob dala, mellyel Hollandiát képviselte a 2016-os Eurovíziós Dalfesztiválon, Stockholmban. A dal belső kiválasztás során nyerte el az eurovíziós indulás jogát és 2016. március 4-én mutatták be nyilvánosan.

## Eurovíziós Dalfesztivál
A dalt az Eurovíziós Dalfesztiválon először a május 10-i első elődöntőben adta elő, fellépési sorrendben hatodikként a Horvátországot képviselő Nina Kraljić Lighthouse című dala után, és az Örményországot képviselő Iveta Mukuchyan LoveWave című dala előtt. Az elődöntőből az ötödik helyen jutott tovább a május 14-i döntőbe, ahol fellépési sorrendben harmadikként lépett fel a Csehországot képviselő Gabriela Gunčíková I Stand című dala után, és az Azerbajdzsánt képviselő Samra Miracle című dala előtt. A pontozás során a zsűri szavazáson összesítésben a tizenegyedik helyen végzett 114 ponttal (Izlandtól maximális pontszámot kapott), míg a nézői szavazáson a tizenhetedik helyen végzett 39 ponttal, így összesítésben 153 ponttal a verseny tizenegyedik helyezettje lett.
A következő holland induló az O’G3NE Lights and Shadows című dala volt a 2017-es Eurovíziós Dalfesztiválon.